# The Virgin Soldiers
The Virgin Soldiers (bra: Os Soldados Virgens) é um filme britânico lançado em 1969, com direção de John Dexter (1925-1990) e estrelado por Lynn Redgrave, Hywel Bennett, Nigel Davenport, Rachel Kempson, Tsai Chin e David Bowie, numa curta aparição. Este foi o primeiro filme do cantor.
O filme é uma adaptação do livro "The Virgin Soldiers", do escritor Leslie Thomas e foi lançado oficialmente no dia 15 de outubro de 1969, em Londres.

## Sinopse
Um grupo de jovens soldados britânicos servindo no conflito Emergência Malaia, ocorrido na Malásia britânica durante a década de 1950, sonham em ganhar o amor da filha do comandante do regimento.